# Olivier Cambon
Pour les articles homonymes, voir Cambon.
Olivier Jean François Marie Cambon, né à Montpellier le 5 septembre 1868 et mort à Bruxelles le 20 avril 1938, est un compositeur français.

## Biographie
On lui doit essentiellement des œuvres pour piano et des mélodies sur des paroles, entre autres, de Eugène Joullot, Georges Arnould, Henry Moreau, Adolphe Jost, Edgard Favart, Léo Lelièvre, Paul Briollet, Antoine Queyriaux, etc.